# Cliffhanger (band)
Cliffhanger is een Nederlandse symfonische-rockband die bestond van 1993 tot 2001.

## Biografie
De band werd opgericht door toetsenist Dick Heijboer. De band maakte muziek in de traditie van Genesis, Yes, King Crimson, Van der Graaf Generator en ELP. Opvallend was het gebruik van 'vintage-instrumenten' als Moog Taurus baspedalen, een Hammondorgel, Moog synthesizers en een Rickenbacker basgitaar.
In 1995 kwam de debuut-cd Cold Steel uit. Het jaar daarop het tweede album Not to be or not to be, een conceptueel album. Na het derde album Mirror site uit 1997 viel de band uiteen. In die tijd werd het album Hope and Despair uitgebracht, dat bestond uit eerder live opgenomen materiaal, waarvan het leeuwendeel niet op de studioalbums verschenen was.
In 1999 kwam de band weer bij elkaar. Er kwam een nieuwe cd uit in 2001, Circle. Door muzikale meningsverschillen besloot Cliffhanger te stoppen. Heijboer ging verder met het instrumentale project NovoX, waar alle ex-leden bij betrokken waren, inclusief nieuwkomer Mark Vermeule op gitaar. Koopman en Huigen werden in 2004 beiden lid van Knight Area.
In 2011 verschenen alle demo's, verschillende concerten en eerder ongebruikt materiaal op een circa 10 uur durende audio-dvd getiteld Dug Out Alive 1993-2001. Deze beslaat de geschiedenis van de band. De dvd bevat als bonus filmmateriaal van een optreden uit december 1994. De geremasterde versie van het debuut Cold Steel verscheen in 2013 bij het Nederlandse platenlabel Freia Music met extra, niet eerder verschenen materiaal.

## Discografie
| Jaar | Titel                                        | Medium         | Label                 |
| ---- | -------------------------------------------- | -------------- | --------------------- |
| 1993 | Cliffhanger                                  | muziekcassette | n.v.t. (demo)         |
| 1994 | Live                                         | muziekcassette | n.v.t. (demo)         |
| 1995 | Burning Alive                                | muziekcassette | n.v.t. (demo)         |
| 1997 | Mirror live                                  | cd             | n.v.t. (demo)         |
| 1995 | Cold steel                                   | cd             | SI Music              |
| 1996 | Not to be or not to be!                      | cd             | Musea Records         |
| 1997 | Mirror site                                  | cd             | Musea Records         |
| 1998 | Hope and despair                             | cd             | LaBraD'or             |
| 2000 | The Reading room, (1 track, various artists) | cd             | LaBraD'or             |
| 2001 | Circle                                       | cd             | Musea Records         |
| 2004 | NovoX (project)                              | cd             | Musea Records         |
| 2011 | Dug Out Alive 1993-2001 (audio-dvd)          | dvd            | n.v.t. (eigen beheer) |
| 2013 | Cold Steel (remaster, dubbel-cd)             | cd             | Freia Music           |

## Bezetting
- Dick Heijboer - keyboards
- Gijs Koopman - basgitaar, baspedalen, keyboard
- Rinie Huigen - zang, gitaren
- Hans Boonk - drums
- Mark Vermeule - gitaar (alleen bij project NovoX)